# Нигритска епархия
Нигритската епархия (на гръцки: Ιερά Μητρόπολη Νιγρίτης, катаревуса Ἱερὰ Μητρόπολις Πτολεμαΐδος καἰ Νιγρίτης) е бивша епархия на Вселенската патриаршия, от 1928 година управлявана от Църквата на Гърция, със седалище в македонския град Нигрита, съществувала от 1924 до 1935 година.

## История
Епархията е основана на 6 ноември 1924 година с акт на Вселенската патриаршия в усилията ѝ да намери катедри на изгонените от Мала Азия, Понт, Източна Тракия и Северен Епир митрополити. Пръв митрополит е бившият дарданелски митрополит Кирил Афендулидис. В 1928 година, заедно с другите епархии от Новите земи, Нигритската преминава под управлението на Църквата на Гърция. В 1928 година митрополит Кирил е наследен от бившия кидонийски Евгений Теологу.
В началото на 1935 година епархията е закрита и присъединена към Сярската, която се прекръства на Сярска и Нигритска, а митрополит Евгений е преместен на неврокопската катедра.

## Митрополит
| Име               | Име                   | Години                       |
| ----------------- | --------------------- | ---------------------------- |
| Кирил Афендулидис | Κύριλλος Αφεντουλίδης | 6 ноември 1924 – 28 юни 1928 |
| Евгений Теологу   | Ευγένιος Θεολόγου     | 28 юни 1928 – 1934           |